# Monumento al Samudaripen dei Rom e Sinti
Il monumento al Samudaripen dei Rom e Sinti è una statua scolpita in pietra della Majella che si trova a Lanciano presso il Parco delle Memorie.
La sua inaugurazione è avvenuta il 5 ottobre 2018 alla presenza dei Sindaci di Lanciano e Laterza, il direttore dell'Ufficio antidiscriminazioni razziali (UNAR), il parlamentare croato Veliko Kajtazi, Santino Spinelli, Moni Ovadia, Gad Lerner, Miriam Megnagi, rappresentanti di Rom e Sinti e alcune scolaresche.

## Storia
Il Parco delle Memorie è un parco dedicato a ricordare le vittime dell'odio razziale dei nazifascisti e la sua ubicazione è stata scelta perché è sito di fronte a "Villa Sorge" che è stata un campo di internamento per sole donne ebree durante la seconda guerra mondiale. Attualmente vi sono una targa in memoria dell'Olocausto ebraico e il Monumento al Samudaripen dei Rom e Sinti.
Il Monumento è dedicato al genocidio Samudaripen (che significa "tutti uccisi") dei Rom e Sinti (in alcune parti d'Europa chiamato Porrajmos), e vuole ricordare le oltre 500 000 vittime del genocidio programmato dell'etnia Rom e Sinta che sono morte per mano dei Nazifascisti durante la seconda guerra mondiale.
La scultura (alta 2 metri) è posta su di un basamento in cemento alto 1 metro e mezzo sul quale è affissa una targa in majolica laertina (offerta dall'Amministrazione comunale di Laterza) con la poesia "Aushwitz" in lingua romaní, italiana ed inglese. La stessa poesia, il cui autore è Santino Spinelli, è incisa sul Memorial di Berlino, inaugurato il 24/10/2012.

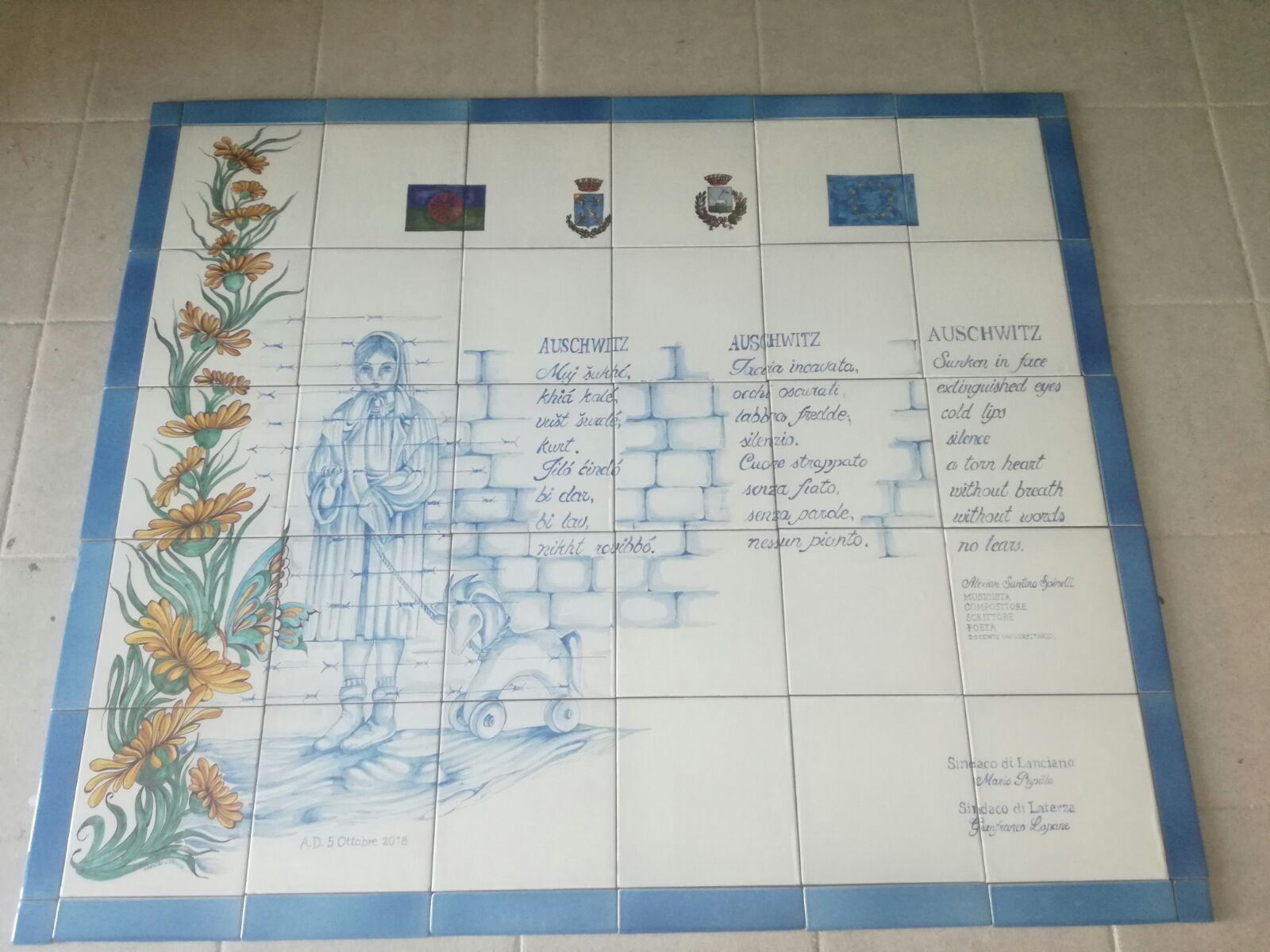
Targa con la poesia "Auschwitz" in tre lingue ora affissa sul basamento del monumento al Samudaripen dei Rom e Sinti

La scultura è volutamente realizzata in pietra della Majella e posizionata in modo da fronteggiare la montagna abruzzese che ha dato rifugio a tante famiglie Rom e Sinte, ai partigiani ed anche il nome alla brigata partigiana che contribuì a liberare l'Italia dai nazi-fascisti.
Lo scultore che ha realizzato l'opera è Tonino Santeusanio, che ha rappresentato una donna con in braccio un bambino che fugge e si libera dal filo spinato che la imprigiona. La donna rappresenta la continuità, la possibilità di futuro dell'etnia Rom e Sinti, il bambino è il futuro. Il filo spinato sta a rappresentare il genocidio etnico e la ruota di carro posizionata al lato rappresenta l'etnia Rom e Sinti (la ruota di carro è infatti anche al centro della bandiera della popolazione Romanì).
Il Monumento, dopo la sua inaugurazione, è stato formalmente donato al Comune di Lanciano dall'Associazione Thèm Romano ONLUS che ha curato il crowfunding internazionale che ne ha permesso la realizzazione.